# Kanaal van Entreroches

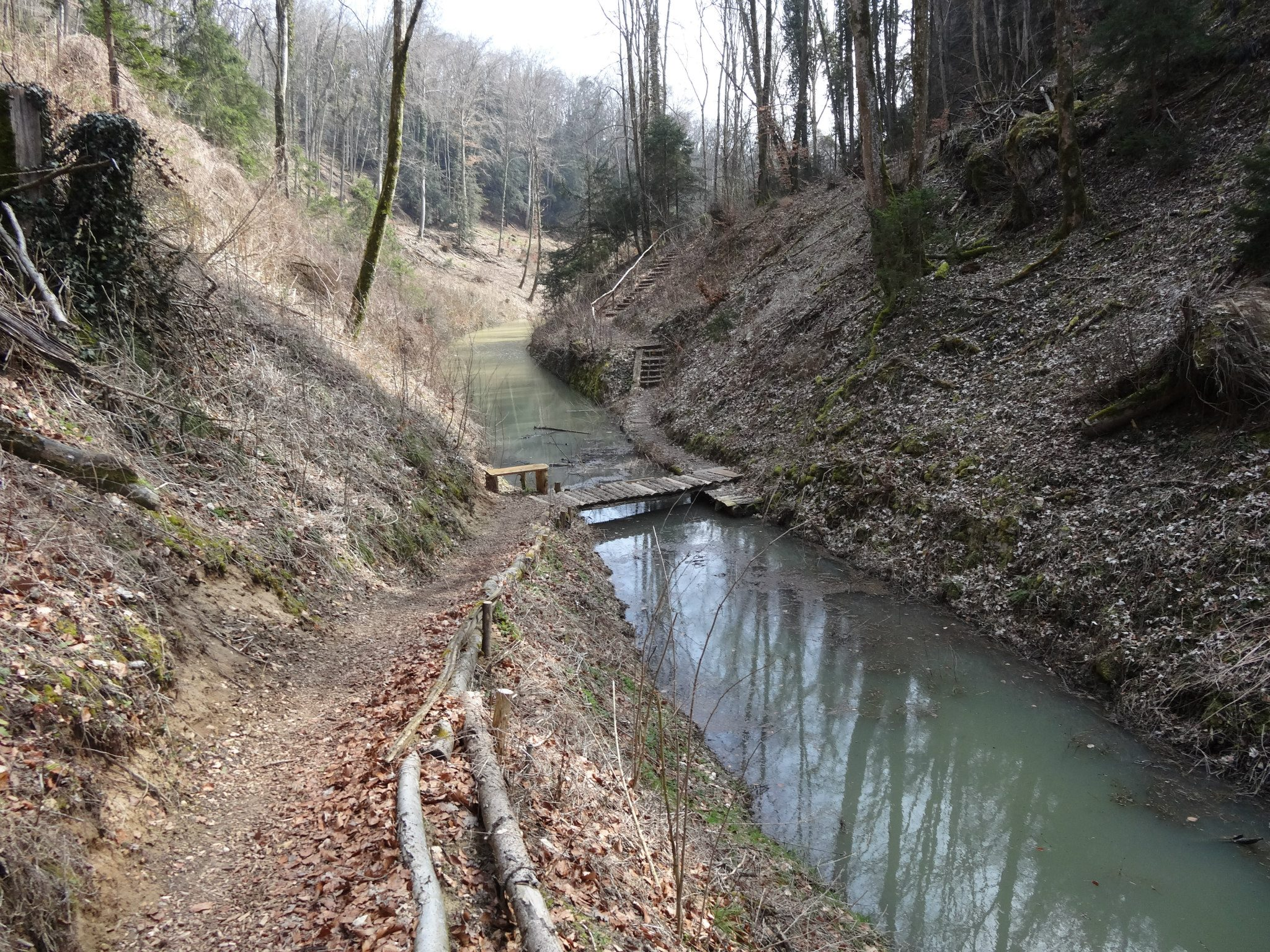
Canal d'Entreroches bij Mormont (na zware regenval).

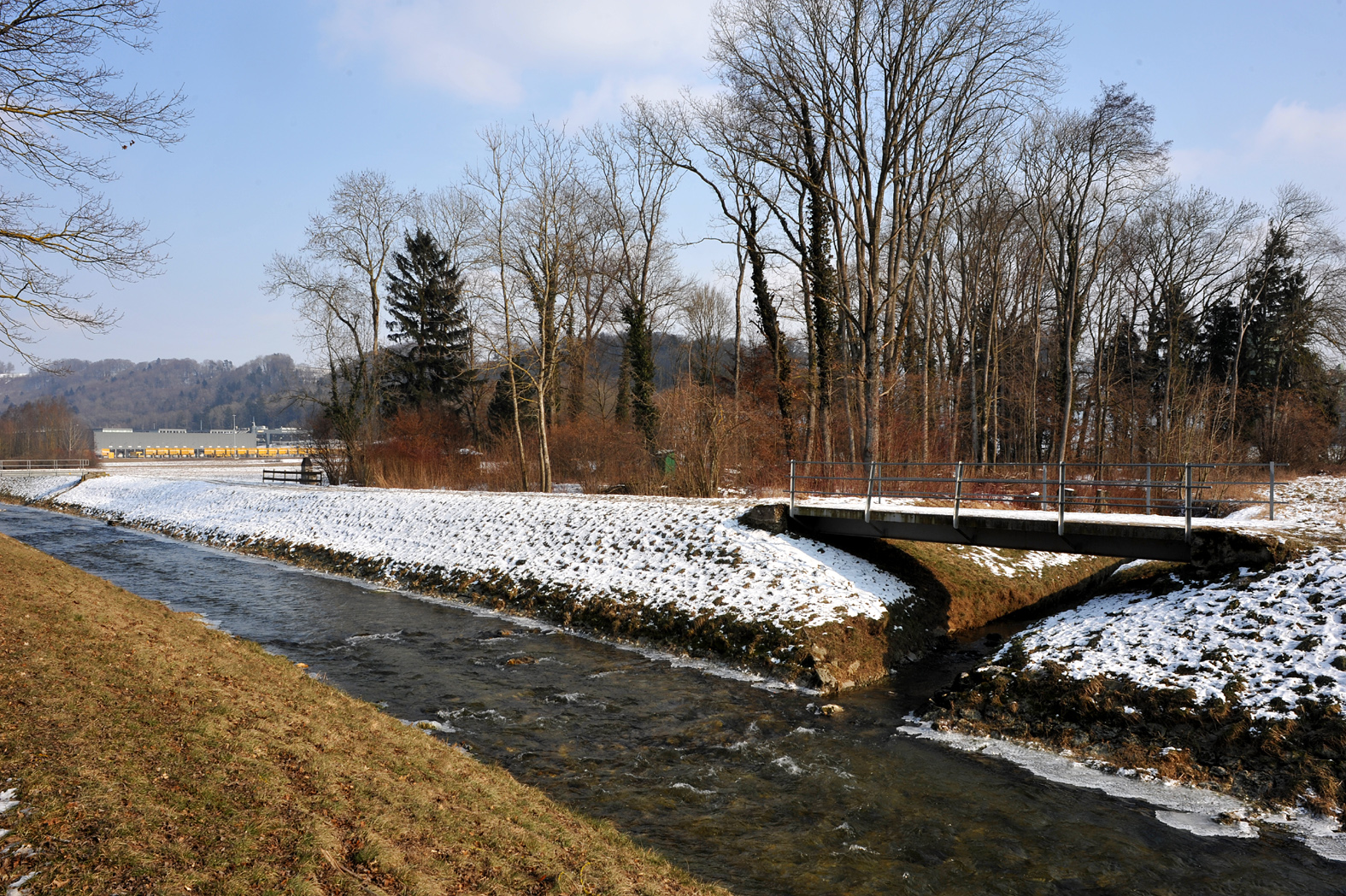
Canal d'Entreroches bij Lussery-Villars.

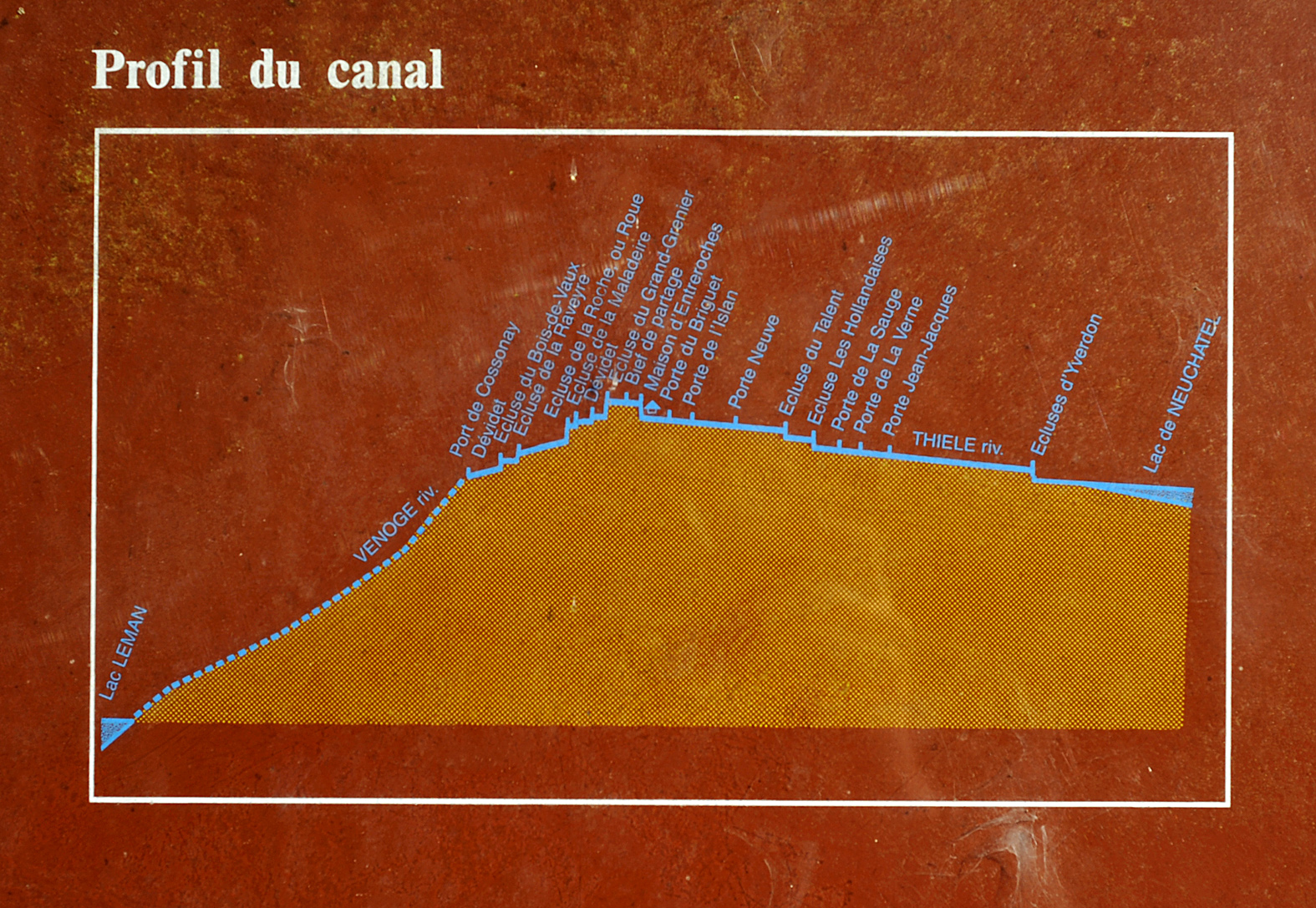
Informatiebord met het profiel van het kanaal tussen het Meer van Neuchâtel en het Meer van Genève.

Het Kanaal van Entreroches is een onvoltooid en niet meer gebruikt kanaal. Het doorkruist de Mormont in Zwitserland tussen Orny en Cossonay. Het zou een deel worden van een reeks kanalen die de Noordzee en de Middellandse Zee via het Zwitserse plateau met elkaar zou verbinden.

## Planning
In 1635 presenteerde Elie Gouret de la Primaye, een in de Republiek gevestigde hugenoot, aan het bestuur van het Zwitserse kanton Bern zijn project om het Meer van Neuchâtel met het Meer van Genève te verbinden door een kanaal dat Yverdon verbindt met Morges. Het kanaal had een strategisch belang, doordat het bijdroeg aan de totstandkoming van een commerciële vaarroute die de Rijn met de Rhône verbond. Een van de voorwaarden was dat de Rhône tussen Genève en Lyon bevaarbaar zou worden gemaakt. Elias Gouret wilde dit traject uitvoeren door het graven van een zijgeul naar de Rhône.
Dit project, dat het mogelijk zou maken de Noordzee met de Middellandse Zee te verbinden, vond veel weerklank in de Republiek, waar personen als Hugo de Groot en Constantijn Huygens, belangstelling toonden. Huygens was een van de investeerders in het project, enthousiast gemaakt door de hugenoot David van Marlot.
Het kanaal zou niet dan voordelen hebben voor de Nederlandse handel, doordat de risico's van slecht weer en piraterij die de route overzee met zich meebracht, zouden worden vermeden. De door Gouret opgerichte Kanaalonderneming verkreeg haar kapitaal door het verkopen van aandelen, waarvan 19% in de Republiek werd afgezet, 10% in Frankrijk, 16% in Genève en 55% in de kantons Bern en Vaud.
Op 10 februari 1637 gaf het kanton Bern aan Gouret het recht om het kanaal van Entreroches aan te leggen en blijvend te exploiteren. Het verdrag dat op 16 maart 1637 tot stand kwam, bepaalde onder meer dat de tol 11 gulden per vaartuig zou bedragen voor burgers van Bern en 14 voor anderen .

## Aanleg
De werkzaamheden begonnen in 1638 onder leiding van Nederlandse ingenieurs en twee jaar later, op 12 april 1640, was het eerste deel tussen Yverdon en Orny, gebruikmakend van de bedding van de Thièle, voltooid. Het kanaal is ontworpen volgens de normen van die tijd, namelijk 5,28 meter (18 voet) aan de oppervlakte, 2,93 meter (10 voet) aan de bodem, en een diepte van 2,35 meter (8 voet). De lengte bedroeg 17 km en bevatte acht sluizen om het niveauverschil van 16 meter te overbruggen.
In 1648, werd het tweede deel tussen Orny en Éclépens in gebruik genomen. De aanleg van deze 8,4 km. duurde acht jaar. Veel aardverschuivingen in het gebied dwongen de bouwers tot het gebruik van hoge stenen muren. Vijf sluizen maakten het mogelijk om een verval van 19 meter te ondervangen.
Er resteerde slecht 12,5 km om Morges te bereiken. Er zou een kanaal komen langs de Venoge, een rivier waarvan de veranderende loop zich slecht leende voor bevaring. Maar het niveauverschil van 59 meter tussen Cossonay en Morges betekende de bouw van ongeveer veertig sluizen. In 1664, toen het kapitaal van de Compagnie bijna uitgeput was, werd besloten de goederen via deze route over land te vervoeren in plaats van schulden aan te gaan. Het kanaal kwam uiteindelijk nooit gereed.

## Exploitatie
Het 25 km lange kanaal werd bijna 190 jaar lang met redelijk succes geëxploiteerd door de investeerders. Trekschuiten naar Nederlands model werden in Thoune en later in Yverdon vervaardigd. Ze waren 19 meter lang en 3,5 meter breed, konden elk ongeveer 25 ton vracht vervoeren en werden vanaf jaagpaden door paarden voortgetrokken. De vracht bestond voornamelijk uit wijn en zout. In de drukst bevaren jaren werd het kanaal door meer dan 4500 schepen gebruikt, voornamelijk van zuid naar noord. Het kanaal speelde vooral een rol in de economische ontwikkeling van de Vaud.

## Einde van de exploitatie en de daarop volgende bestemmingen
In 1829 verwoestte een storm een aquaduct en blokkeerde het kanaal, waardoor gebruik onmogelijk werd. De blijvende behoefte aan een commerciële verbinding tussen het Meer van Genève en dat van Neuchâtel leidde al snel tot de aanleg in 1854 van een spoorlijn die bijna hetzelfde tracé volgt. In 1872 kocht het kanton Vaud het Kanaal van Entreroches om het te gebruiken voor drainage van het gebied.
Meerdere malen is getracht het project nieuw leven in te blazen en zelfs te voltooien, maar dat is nooit gelukt. Het kanaal is tegenwoordig gedeeltelijk gerestaureerd en vormt een wandelpad dat naar het Maison du Canal leidt. Dit voormalige huis van de klerk die verantwoordelijk was voor de haven en de sluis van Entreroches was tevens een herberg voor schippers.